# 紀培慧
紀培慧（英語：Teresa Daley，1989年6月1日—），台美混血兒，在美國出生。臺北市私立大同高級中學、中國文化大學俄國語文學系畢業。

## 出道經歷
因演出易智言的公共電視年度大戲《危險心靈》，而在校園當中以劇中「張心如」的角色凝聚出一群忠實粉絲。
2008年紀培慧在演出電影《九降風》後，臨危授命，接下撰寫電影小說的任務九降風，並在小說中深入描繪各角色的心境及情感。
2010年 於『他們在畢業的前一天爆炸』中飾演境遇悲戚的高中生，因劇中出色的演技，奪得隔年金鐘獎【迷你劇集最佳女配角】的獎項。
2013年，經過7萬華人海選後，與林柏宏等成為客串演出好萊塢科幻動作電影《變形金剛4》的臺灣演員。
2014年，和好萊塢華裔演員王盛德（Russell Wong）在HBO Asia原創英文迷你影集《詭戀》（Grace）中飾演父女，並以此劇入圍新加坡亞洲電視大獎最佳女配角獎。
2017年紀培慧演出台英合拍電影『接線員』，問鼎米蘭影展影后，與黛安蓮恩等優秀女演員一同入圍。
2017年再度與HBO Asia合作，前往印尼拍攝影集『魔人爭霸』第二季。
2020年與吳慷仁、黃姵嘉、林路迪等人前往馬來西亞拍攝Netflix自製原創影集『彼岸之嫁〗。

## 獎項紀錄
| 年份 | 典禮類型           | 獎項                     | 作品                       | 結果 |
| ---- | ------------------ | ------------------------ | -------------------------- | ---- |
| 2011 | 第46屆金鐘獎       | 迷你劇集／電視電影女配角 | 《他們在畢業的前一天爆炸》 | 獲獎 |
| 2014 | 第19屆亞洲電視大獎 | 最佳女配角               | 《詭戀》                   | 提名 |
| 2017 | 第19屆米蘭影展     | 最佳女主角               | 《接線員》                 | 提名 |

## 演出作品

### 電視連續劇
| 年份   | 戲名                  | 飾演            | 導演                                     | 備註                     |
| 2006年 | 危險心靈              | 張心如          | 易智言                                   | 公視                     |
| 2007年 | 美味關係              | 成薔            | 瞿友寧                                   | 華視、八大綜合台         |
| 2008年 | 山上的理髮師          | 小恩            | 葉斯光                                   | 公視                     |
| 2009年 | 海派甜心              | 美佳            | 林合隆                                   | 華視、八大綜合台         |
| 2010年 | 女王不下班            | Irene           | 劉俊傑                                   | 中視                     |
| 2014年 | 詭戀（Grace）         | Vivian Chan     | 東尼·提爾斯                              | HBO Asia                 |
| 2015年 | 鑑識英雄              | 辛品方 （小辛） | 賴孟傑                                   | 中視                     |
| 2016年 | 聶小倩                | 胡麗            | 邱晧洲、張大衛                           | 中視、衛視中文台         |
| 2016年 | 我喜歡你，你知道嗎？  | 林芹            | 吴蒙恩                                   | PPTV、LINE TV            |
| 2017年 | 魔人爭霸第2季         | Yao             | 呂翼謀（Ekachai Uekrongtham） 佐戈安瓦爾 | HBO Asia                 |
| 2019年 | 鑑識英雄II 正義之戰   | 辛品方 （小辛） | 張佳賢、蔣凱宸                           | 愛奇藝、中視             |
| 2021年 | 逆局                  | 季思琪          | 莊絢維、陳冠仲                           | 愛奇藝、緯來電影台、台視 |
| 2023年 | W劇場：沒有你依然燦爛 | 杨宥欣          | 許富翔                                   |                          |

### 迷你劇集/電視電影
| 播出年份 | 戲名                   | 角色     | 導演           | 備註                 |
| -------- | ---------------------- | -------- | -------------- | -------------------- |
| 2010年   | 他們在畢業的前一天爆炸 | 林筱柔   | 鄭有傑         | 公視，公視迷你劇集   |
| 2012年   | 我的狗男友             | 小圓     | 曹仕翰         | 公視，公視人生劇展   |
| 2012年   | 公主與王子             | 安安     | 朱家麟         | 公視，公視人生劇展   |
| 2016年   | 奉子不成婚             | 乘客     | 北村豐晴       | 衛視電影台，電視電影 |
| 2020年   | 彼岸之嫁               | 伊莎貝爾 | 郭修篆、何宇恆 | Netflix              |
| 2024年   | 看看你有多愛我         |          | 葉天倫         |                      |

### 電影
| 年份   | 片名                             | 角色               | 性質        |
| ------ | -------------------------------- | ------------------ | ----------- |
| 2008年 | 九降風                           | 沈培馨             | 主演        |
| 2009年 | 爸…你好嗎？ 之〈心願〉、〈期待〉 | 兒子、重症少女培培 | 主演        |
| 2009年 | 台北飄雪                         | 文文               |             |
| 2012年 | 蛙式女孩                         | 高中生             | 主演 微電影 |
| 2012年 | 微光閃亮的第一個清晨             | 萍                 |             |
| 2013年 | 信任心城市                       | Chris、施雯        | 微電影      |
| 2014年 | 南風                             | 冬冬               | 主演        |
| 2014年 | 變形金剛4:毀滅紀元               | 中國女軍官         | 客串        |
| 2015年 | 沙西米                           | 小敏               | 主演        |
| 2017年 | 你好，再見                       | 小倢               | 主演        |
| 2017年 | 接線員（The Receptionist）       | Tina               | 主演        |
| 2020   | 練愛iNG                          | 紀惠欣             | 主演        |

### 音樂錄影帶
- 2006年陶喆 “Olia”
- 2009年來吧！焙焙！〈全世界我最喜歡你〉／博德導演
- 2011年A-Lin〈我很忙〉／張清峰導演
- 2012年韋禮安〈還是愛著你〉
- 2013年林俊傑〈黑暗騎士〉／比爾賈導演
- 2016年李英宏〈什麼時候她〉／許智彥 導演
- 2016年五月天〈好好(想把你寫成一首歌)〉／林書宇 導演
- 2017年林俊傑〈Until the Day〉
- 2021年告五人〈唯一〉
- 2024年李榮浩〈戀人〉

## 書籍作品
- 九降風，大田出版，2008-05-15，ISBN 978-986-179-092-3
- 街角的小王子電影小說連載，原子映像版權所有 EAN 4712263220731 （誠品書局EAN，登載作者為「林孝謙」）[1]
- 真心請按兩次鈴，夢田文創、紀培慧（劇本改作），大於創意文化，2011-11-05，ISBN 978-986-869-085-1

## 外部連結
官方
- 紀培慧的新浪微博
- 紀培慧的Facebook專頁
- 紀培慧的Instagram帳戶
- 天空Blog （页面存档备份，存于）

影劇資料庫
- 紀培慧在互联网电影资料库（IMDb）上的資料（英文）
- 紀培慧在香港影庫上的簡介